# Hydroporus marginatus
Hydroporus marginatus är en skalbaggsart som först beskrevs av Caspar Erasmus Duftschmid 1805.  Hydroporus marginatus ingår i släktet Hydroporus och familjen dykare. Inga underarter finns listade i Catalogue of Life.